# 野点傘

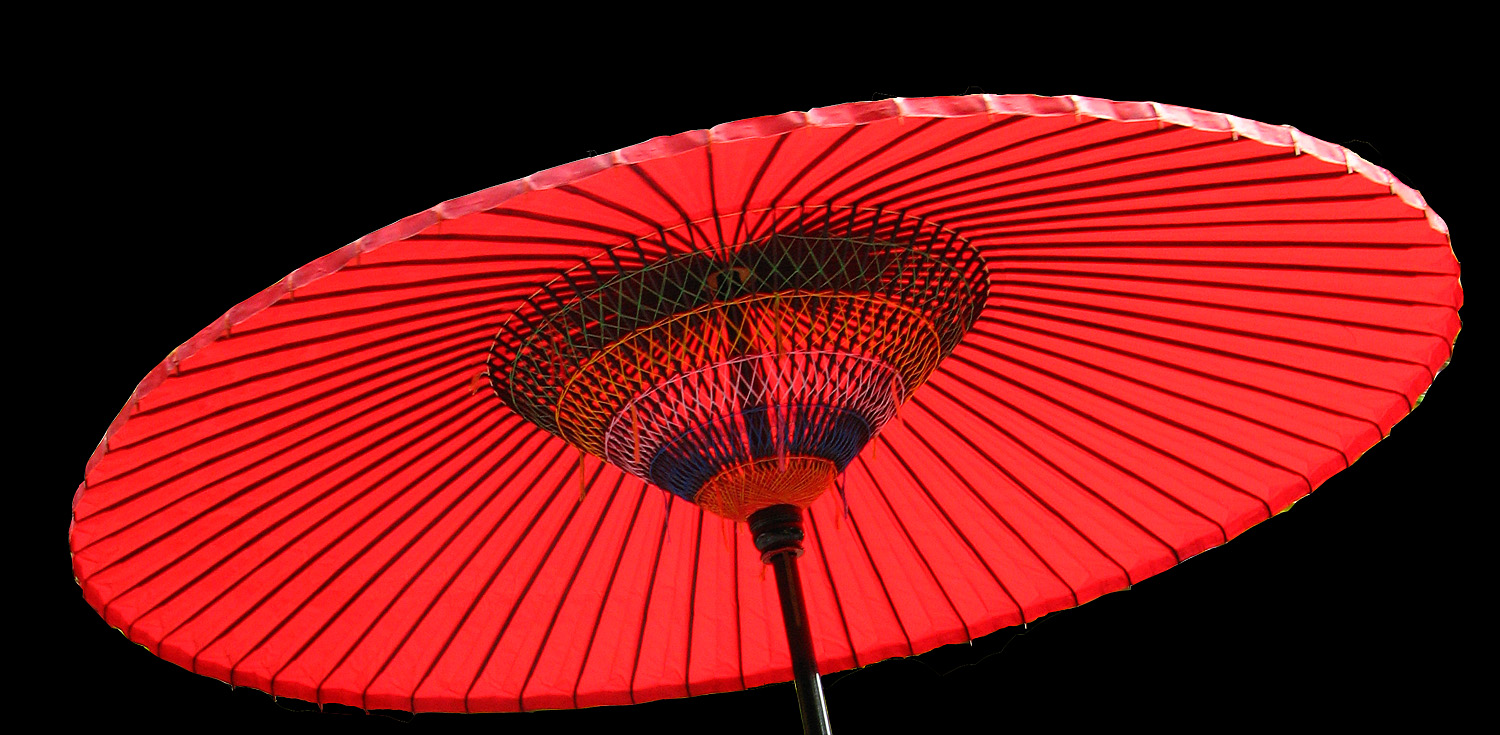
野点傘

野点傘（のだてがさ）は、野点の際に用いられる傘。古くは北野大茶湯において丿貫が朱傘を立て葦垣で囲んだ茶席を設け、主催した豊臣秀吉を大変喜ばせ諸役御免を許されたと記録に残る。

## 野点傘の種類

### 妻折
もともと貴人や高僧へ差し掛けるための傘を大きくした形で、人を傷つけないよう爪を折った（傘を開いた骨の先を内側に湾曲した）姿が特徴。内側には魔除けを意味する五色の糸でかがられており、糸によって骨のつながりを強化し、傘全体を支えることによって、骨の破損などの場合に貴人を傷つけることを防いでいる。北野大茶湯において丿貫が豊臣秀吉を喜ばせた傘は妻折傘。

### 本式野点傘
1952年（昭和27年）に皇太子成年を祝う茶会を催した当時の裏千家淡々斎宗匠により考案された（御園棚も同時に考案）。日常の番傘をほぼそのまま大きくした形で、傘を開いた骨の先はまっすぐに伸び、かがり糸による装飾はない。